# Nychiodes subfusca
Nychiodes subfusca är en fjärilsart som beskrevs av Brandt 1938. Nychiodes subfusca ingår i släktet Nychiodes och familjen mätare. Inga underarter finns listade i Catalogue of Life.